# Jacky Ickx

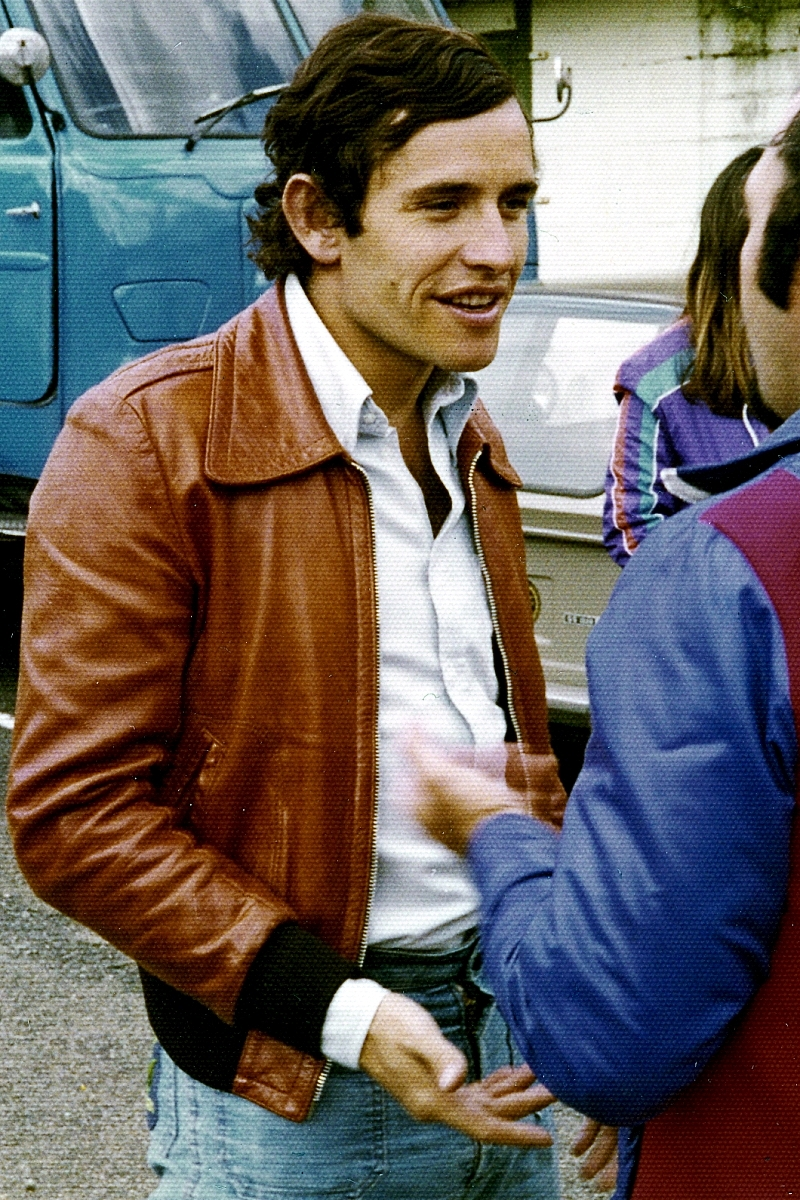
Jacky Ickx l'any 1975.

 Jacques Bernard Ickx, conegut popularment com a Jacky Ickx, va ser un pilot de curses automobilístiques belga que va arribar a disputar curses de Fórmula 1. Va néixer l'1 de gener del 1945 a Brussel·les, Bèlgica.
Abans de passar a la F1 va començar competint en trial, arribant a guanyar el Campionat de Bèlgica en categoria júnior. Fora de la F1 va guanyar les 24 hores de Le Mans dels anys 1969, 1975, 1976, 1977, 1981 i 1982.
Va córrer el Rally Dakar amb el equip Lada-poch, on va conduir el Lada Niva proto, i el Lada Samara "T3"

## A la F1
Jacky Ickx va debutar a la setena cursa de la temporada 1967 (la divuitena temporada de la història) del campionat del món de la Fórmula 1, disputant el 6 d'agost del 1967 el GP d'Alemanya al circuit de Nürburgring.
Va participar en un total de cent vint curses puntuables pel campionat de la F1, disputades en tretze temporades consecutives (1967-1979) aconseguint vuit victòries i vint-i-cinc podis com a millor classificació en una cursa i arribant a assolir cent vuitanta-un punts pel campionat del món de pilots.

### Resultats a la Fórmula 1
| Any  | Equip                      | Xassís          | Motor    | 1       | 2       | 3         | 4       | 5       | 6       | 7       | 8       | 9       | 10      | 11        | 12      | 13      | 14      | 15      | 16  | 17  | Posició | Punts |
| ---- | -------------------------- | --------------- | -------- | ------- | ------- | --------- | ------- | ------- | ------- | ------- | ------- | ------- | ------- | --------- | ------- | ------- | ------- | ------- | --- | --- | ------- | ----- |
| 1967 | Cooper Car Company         | Cooper          | Maserati | SUD     | MON     | HOL       | BEL     | FRA     | GBR     | ALE Ret | CAN     | ITA 6   | USA Ret | MEX       |         |         |         |         |     |     | 20è     | 1     |
| 1968 | Scuderia Ferrari           | Ferrari         | Ferrari  | SUD Ret | ESP Ret | MON       | BEL 3   | HOL 4   | FRA 1   | GBR 3   | ALE 4   | ITA 3   | CAN NVS | USA Ferit | MEX Ret |         |         |         |     |     | 4t      | 27    |
| 1969 | Motor Racing Developments  | Brabham         | Ford     | SUD Ret | ESP 6   | MON Ret   | HOL 5   | FRA 3   | GBR 2   | ALE 1   | ITA 10  | CAN 1   | USA Ret | MEX 2     |         |         |         |         |     |     | 2n      | 37    |
| 1970 | Scuderia Ferrari           | Ferrari         | Ferrari  | SUD Ret | ESP Ret | MON Ret   | BEL 8   | HOL 3   | FRA Ret | GBR Ret | ALE 2   | AUT 1   | ITA Ret | CAN 1     | USA 4   | MEX 1   |         |         |     |     | 2n      | 40    |
| 1971 | Scuderia Ferrari           | Ferrari         | Ferrari  | SUD 8   | ESP 2   |           |         |         |         |         |         | ITA Ret |         |           |         |         |         |         |     |     | 4t      | 19    |
| 1971 | Scuderia Ferrari           | Ferrari         | Ferrari  |         |         | MON 3     | HOL 1   | FRA Ret | GBR Ret | ALE Ret | AUT Ret |         | CAN 8   | USA NC    |         |         |         |         |     |     | 4t      | 19    |
| 1972 | Scuderia Ferrari           | Ferrari         | Ferrari  | ARG 3   | SUD 8   | ESP 2     | MON 2   | HOL Ret | FRA 11  | GBR Ret | ALE 1   | AUT     | ITA Ret | CAN 12    | USA 5   |         |         |         |     |     | 4t      | 27    |
| 1973 | Scuderia Ferrari           | Ferrari         | Ferrari  | ARG 4   | BRA 5   | SUD Ret   |         |         |         |         |         |         |         |           |         |         |         |         |     |     | 9è      | 12    |
| 1973 | Scuderia Ferrari           | Ferrari         | Ferrari  |         |         |           | ESP 12  | BEL Ret | MON Ret | SUE 6   | FRA 5   | GBR 8   | HOL     |           |         | ITA 8   | CAN     |         |     |     | 9è      | 12    |
| 1973 | Yardley Team McLaren       | McLaren         | Ford     |         |         |           |         |         |         |         |         |         |         | ALE 3     | AUT     |         |         |         |     |     | 9è      | 12    |
| 1973 | Frank Williams Racing Cars | Iso Marlboro    | Ford     |         |         |           |         |         |         |         |         |         |         |           |         |         |         | USA 7   |     |     | 9è      | 12    |
| 1974 | John Player Team Lotus     | Lotus           | Ford     | ARG Ret | BRA 3   |           |         |         | MON Ret | SUE Ret | HOL 11  | FRA 5   | GBR 3   | ALE 5     |         |         | CAN 13  | USA Ret |     |     | 10è     | 12    |
| 1974 | John Player Team Lotus     | Lotus           | Ford     |         |         | SUD Ret   | ESP Ret | BEL Ret |         |         |         |         |         |           | AUT Ret | ITA Ret |         |         |     |     | 10è     | 12    |
| 1975 | John Player Team Lotus     | Lotus           | Ford     | ARG 8   | BRA 9   | SUD 12    | ESP 2   | MON 8   | BEL Ret | SUE 15  | HOL Ret | FRA Ret | GBR     | ALE       | AUT     | ITA     | USA     |         |     |     | 16è     | 3     |
| 1976 | Frank Williams Racing Cars | Wolf - Williams | Ford     | BRA 8   | SUD 16  | O.USA NVQ |         |         |         |         |         |         |         |           |         |         |         |         |     |     | -       | 0     |
| 1976 | Walter Wolf Racing         | Wolf - Williams | Ford     |         |         |           | ESP 7   | BEL NVQ | MON NVQ | SUE     | FRA 10  | GBR NVQ | ALE     | AUT       |         |         |         |         |     |     | -       | 0     |
| 1976 | Team Ensign                | Ensign          | Ford     |         |         |           |         |         |         |         |         |         |         |           | HOL Ret | ITA 10  | CAN 13  | USA Ret | JPN |     | -       | 0     |
| 1977 | Team Tissot Ensign         | Ensign          | Ford     | ARG     | BRA     | SUD       | O.USA   | ESP     | MON 10  | BEL     | SUE     | FRA     | GBR     | ALE       | AUT     | HOL     | ITA     | USA     | CAN | JPN | -       | 0     |
| 1978 | Team Tissot Ensign         | Ensign          | Ford     | ARG     | BRA     | SUD       | O.USA   | MON Ret | BEL 12  | ESP Ret | SUE NVQ | FRA     | GBR     | ALE       | AUT     | HOL     | ITA     | USA     | CAN |     | -       | 0     |
| 1979 | Ligier                     | Ligier          | Ford     | ARG     | BRA     | SUD       | O.USA   | ESP     | BEL     | MON     | FRA Ret | GBR 6   | ALE Ret | AUT Ret   | HOL 5   | ITA Ret | CAN Ret | USA Ret |     |     | 16è     | 3     |

### Resum
| Curses: | Victòries: | Pòdiums: | Poles: | Voltes ràpides: | Punts: |
| ------- | ---------- | -------- | ------ | --------------- | ------ |
| 120     | 8          | 25       | 13     | 14              | 181    |